# Altın Gün
Gli Altın Gün (lett. "giorno d'oro", in turco) sono un gruppo rock psichedelico turco, noto anche come rock anatolico, di Amsterdam, Paesi Bassi. Il loro stile è stato descritto come "psichedelico" con una "miscela sporca di ritmi funk, chitarre wah-wah e organi analogici". Gli Altın Gün eseguono anche cover rock psichedeliche di musica popolare turca.

## Storia del gruppo
Il gruppo è stato fondato dal bassista Jasper Verhulst nel 2016 quando ha pubblicato un annuncio su Facebook in cerca di musicisti turchi. Entrambi i cantanti della band, Merve Daşdemir e Erdinç Ecevit Yıldız, sono di origine turca, mentre gli altri quattro membri sono olandesi.
Il loro album di debutto è stato On, pubblicato nel 2018. Nel 2019, hanno pubblicato Gece, che è stato nominato per la 62ª edizione dei Grammy Awards (2019) nella categoria Miglior album di musica mondiale. Il primo tour americano della band è iniziato a metà del 2019. Nel 2021, hanno pubblicato Yol che ha introdotto elementi synth-pop in combinazione con il loro suono tradizionale. Il loro ultimo album Aşk è stato pubblicato il 31 marzo 2023.
La band è stata anche inclusa nella colonna sonora del videogioco Star Wars Jedi: Survivor (2023). Hanno pubblicato tre brani sotto il nome di " Altin Lazer Blaster ".
Nel giugno 2023, hanno pubblicato la colonna sonora per lo spot televisivo di Apple Büyük Kaçış (La grande fuga) girato intorno al Grand Bazaar di Istanbul.

## Formazione[17]
- Jasper Verhulst – basso

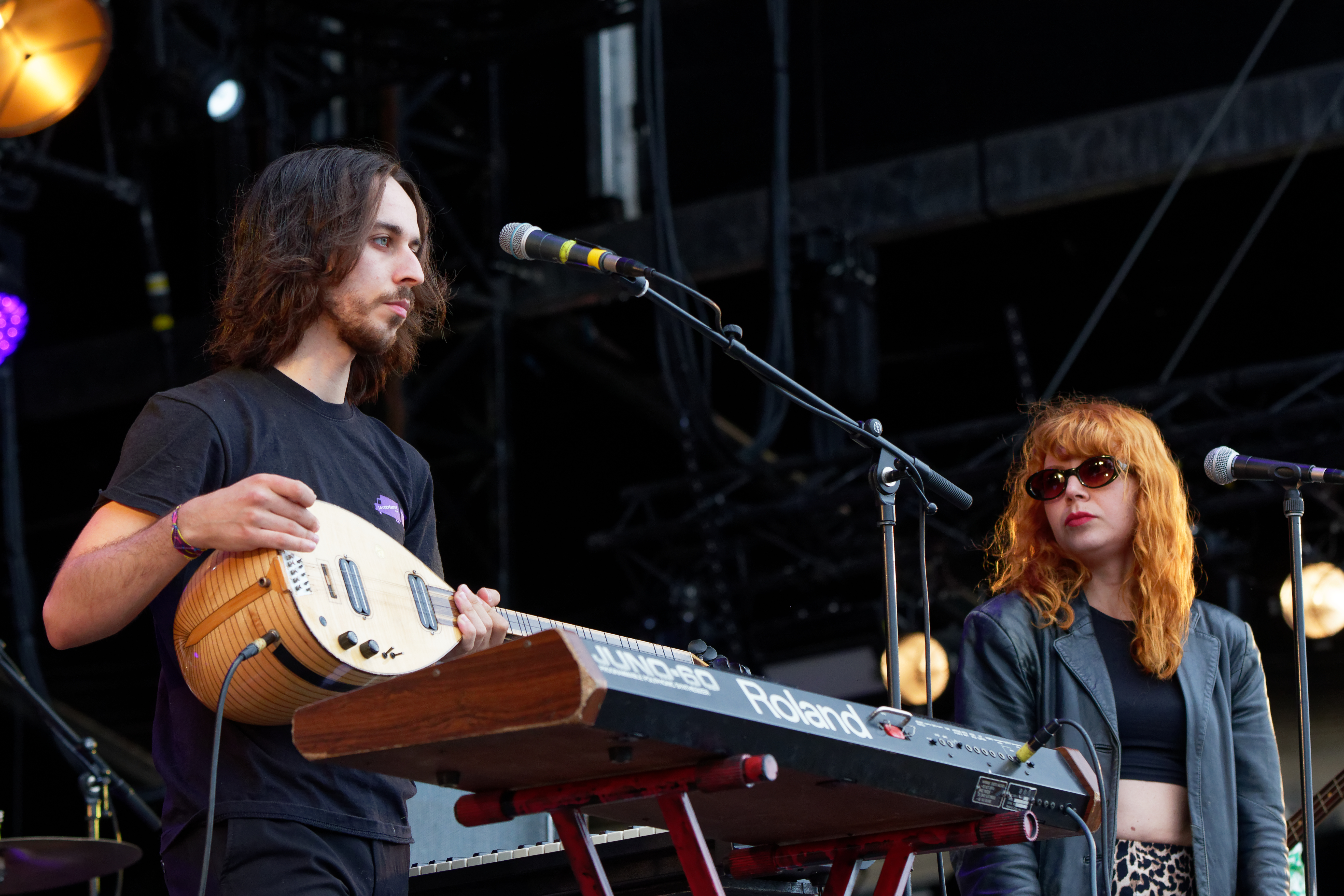
I cantanti della band, Erdinç Ecevit Yıldız e Merve Daşdemir.

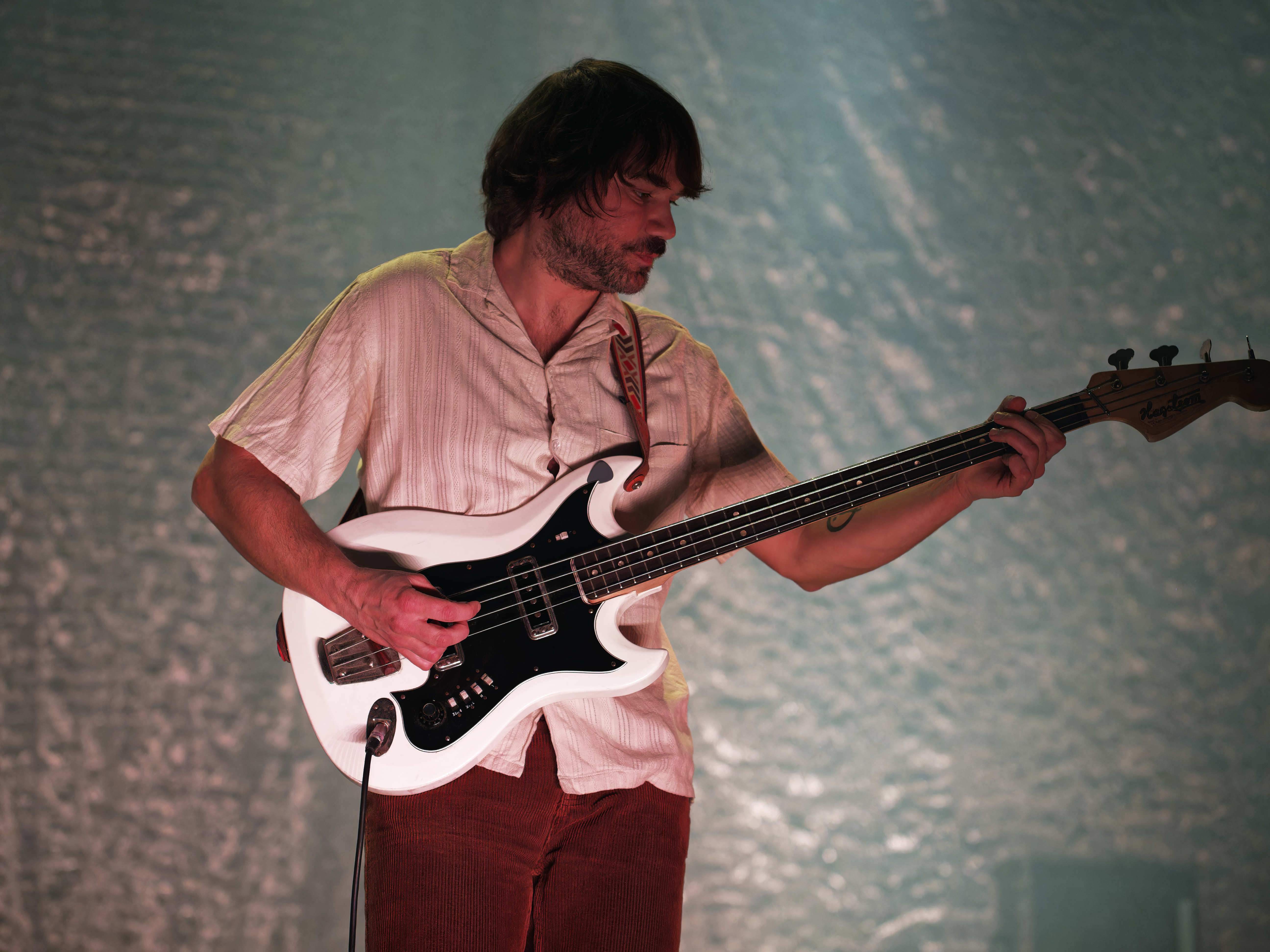
Jasper Verhulst

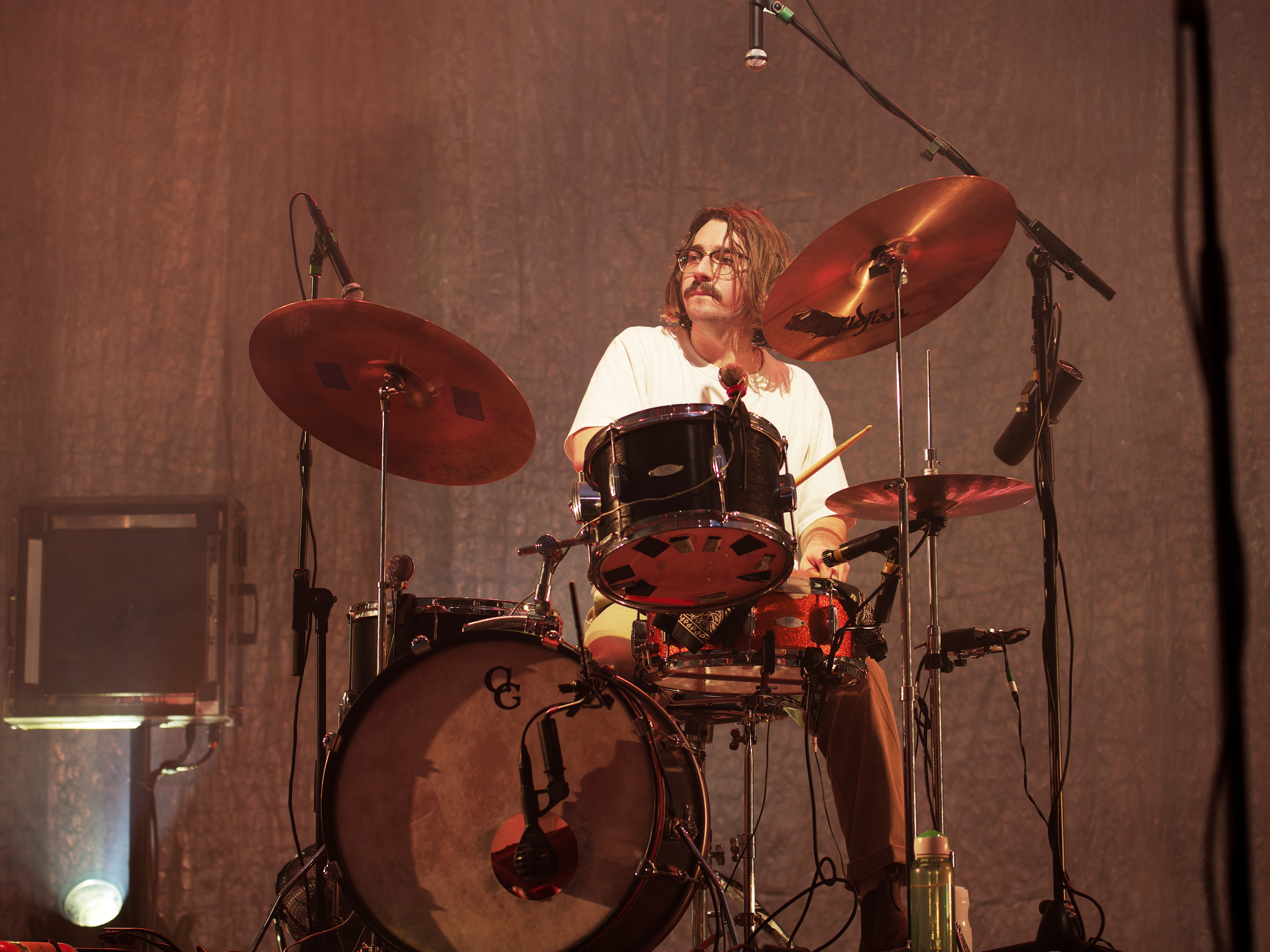
Daniel Smienk

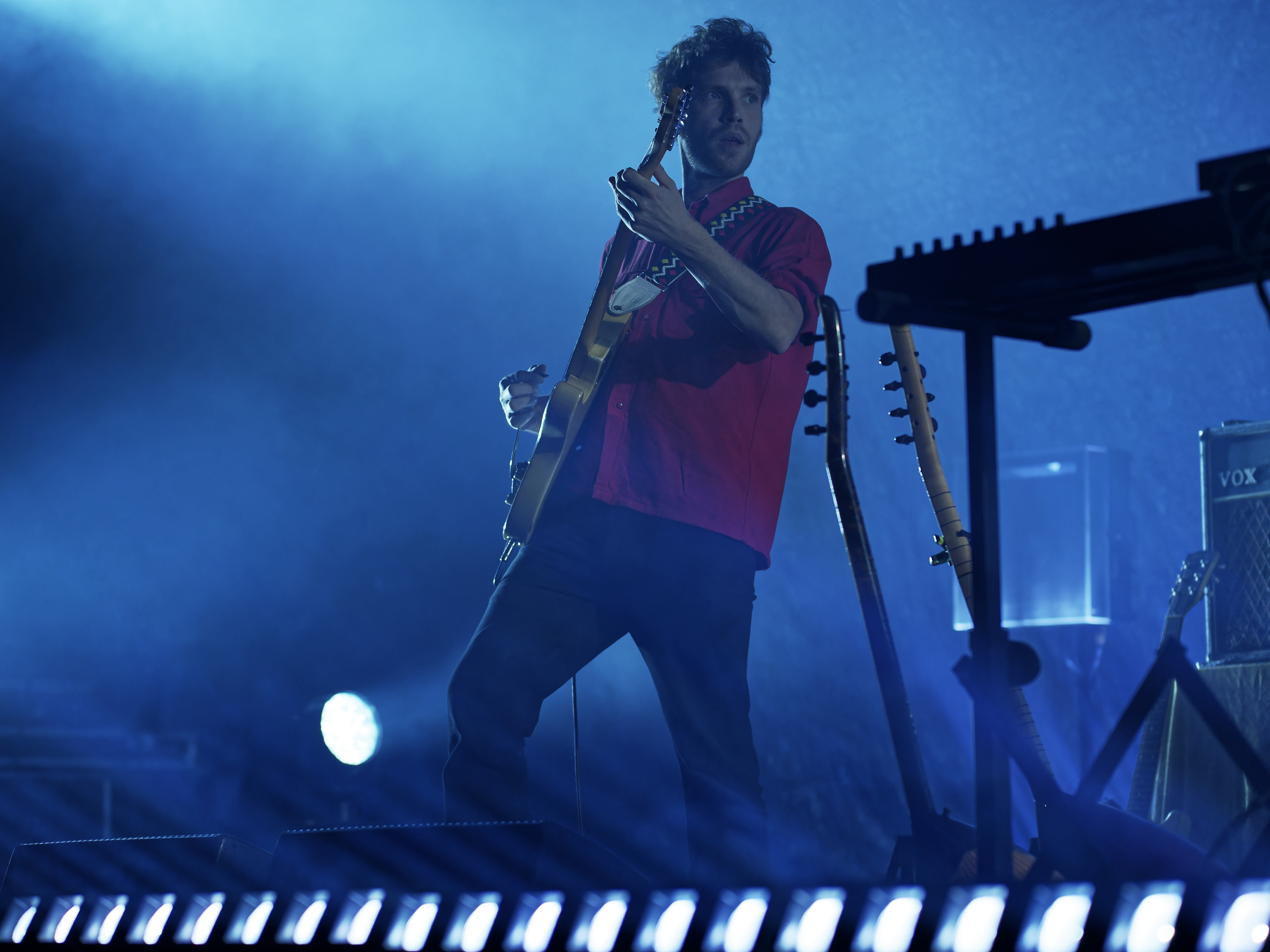
Thijs Elzinga

- Erdinç Ecevit Yıldız – voce, bağlama, tastiere
- Daniel Smienk – batteria
- Chris Bruining – percussioni
- Thijs Elzinga – chitarra

### Ex membri
- Merve Daşdemir – voce, tastiere, piccole percussioni (2016-2024)

## Discografia

### Album in studio
- On (2018)
- Gece (2019)
- Yol (2021)[10][18]
- Âlem (2021)[19][20]
- Aşk (2023)[12][21]

### Singoli
- "Goca Dünya" / "Kırşehirin Gülleri" (2017)
- "Tatlı Dile Güler Yüze" (2018)
- "Hababam" (2018)
- "Vay Dünya" (2018)
- "Süpürgesi Yoncadan" / "Vay Vay" (2019)
- "Gelin Halayı" / "Dıv Dıv" (2019)
- "Ordunun Dereleri" / "Bir Of Çeksem" (2020)
- "Yüce Dağ Başında" (2021)
- "Kara Toprak" (2021)
- "Kısasa Kısas" / "Erkilet Güzeli" (2021)
- "Badi Sabah Olmadan" / "Cips Kola Kilit" (2022)
- "Leylim Ley" (2022)
- "Rakiya Su Katamam" (2023)
- "Güzelliğin su Para Etmez" (2023)
- "Su Siziyor" (2023)
- "Dottore Civanim" (2023)
- "Kalk Gidelim (Remix) / Su Sızıyor (Remix)" (2023)